# Георги Борунсузов
Георги Николов Борунсузов е български военен деец и революционер, деец на Вътрешната македоно-одринска революционна организация.

## Биография
Георги Борунсузов е роден в 1881 година в неврокопското село Ловча, тогава в Османската империя. Посветен е във ВМОРО в 1897 година и развива активна революционна дейност. Става нелегален и по време на Илинденско-Преображенското въстание действа с четата на Атанас Тешовски в 1903 година, като участва в сражението с турски войски при Сухия връх над село Голешево. В 1906 година Георги Борунсузов е в четата на неврокопския войвода Петър Милев. Участва в сраженията с османски сили при село Зърнево. Участва в Балканските войни в 3-та рота на 34-ти пехотен полк.
На 26 март 1943 година, като жител на Ловча, подава молба за българска народна пенсия, която е одобрена и пенсията е отпусната от Министерския съвет на Царство България.